# 多段式電影
多段式電影（anthology film、omnibus film、portmanteau film）又稱選集電影，是一種由數部短片組成的長片。常常以單一主題、目的或簡短的一連串事件（常常是一個轉捩點）而互有牽連，也有可能各短片間互不關聯。有時會由不同的導演執導每段短片。
而「電影選輯」指的是「挑選過的多部長片列表」，意義大為不同。

## 多段式電影举例
- 《幻想曲》（1940年）
  - 《幻想曲2000》（2000年）

- 《大都會傳奇》（1989年）
- 《紅色小提琴》（1998年）
- 《愛神》（2004年）（香港/美國/義大利）
- 《萬惡城市》（2005年）
  - 《萬惡城市：紅顏奪命》（2014年）

- 《我呼吸的空氣（英语：The Air I Breathe）》（2007年4月）
- 《索命影帶》（2012年）
- 《西部老巴的故事》（2018年）（Netflix）
- 《法蘭西特派週報》（2021年）
- 《房子裡的故事（英语：The House (2022 film)）》（2022年）（Netflix）

### 我愛你三部曲
- 《巴黎我愛你》（2006年）
- 《紐約我愛你》（2009年）
- 《柏林我愛你》（2019年）

### 亞洲
- 《光陰的故事》（1983年）（台灣）
- 《破事兒》（2007年12月）（香港）
- 《鬼4虐》（2008年）（泰國）
- 《愛到底》（2009年）（台灣/香港）
- 《10+10》（2011年）（台灣）
- 《我和我的祖国》（2019年9月）（中國大陸）